# Nik Cochran
Nikolas Cochran, detto Nik (Vancouver, 6 maggio 1988), è un ex cestista canadese con cittadinanza britannica.

## Statistiche

### Presenze e punti nei club
Dati aggiornati al 30 giugno 2015
| Stagione        | Squadra             | Competizione | Partite | Partite | Partite | Statistiche tiro | Statistiche tiro | Statistiche tiro | Altre statistiche | Altre statistiche | Altre statistiche | Altre statistiche | Altre statistiche |
| Stagione        | Squadra             | Competizione | Pres.   | Titol.  | Minuti  | Tiri da 2        | Tiri da 3        | Liberi           | Rimb.             | Assist            | Rubate            | Stopp.            | Punti             |
| --------------- | ------------------- | ------------ | ------- | ------- | ------- | ---------------- | ---------------- | ---------------- | ----------------- | ----------------- | ----------------- | ----------------- | ----------------- |
| 2009-2010       | Davidson Wildcats   | NCAA-I       | 28      |         | 357     | 23/38            | 11/34            | 29/36            | 42                | 29                | 6                 | 0                 | 108               |
| 2010-2011       | Davidson Wildcats   | NCAA-I       | 33      |         | 673     | 35/79            | 47/125           | 89/101           | 65                | 56                | 16                | 2                 | 300               |
| 2011-2012       | Davidson Wildcats   | NCAA-I       | 33      |         | 978     | 48/106           | 47/126           | 124/140          | 93                | 120               | 31                | 1                 | 361               |
| 2012-2013       | Davidson Wildcats   | NCAA-I       | 34      |         | 1.051   | 35/72            | 50/102           | 116/124          | 82                | 113               | 27                | 0                 | 336               |
| 2013-2014       | FIATC Joventut      | Liga ACB     | 31      | 4       | 398     | 9/22             | 27/80            | 28/29            | 36                | 31                | 5                 | 1                 | 127               |
| di.'14-fe.'15   | Upea Capo d'Orlando | Serie A      | 8       | 0       | 95      | 2/6              | 3/9              | 0/1              | 10                | 7                 | 3                 | 0                 | 13                |
| Totale carriera |                     |              |         |         |         |                  |                  |                  |                   |                   |                   |                   |                   |